# Musée archéologique de Namur
Le musée archéologique de Namur  est un musée situé au centre de Namur dans la province de Namur (Belgique). Il s'agit également d'un établissement scientifique et culturel géré par la Ville de Namur.
Avec le musée des arts décoratifs de Namur, il forme le Pôle muséal Les Bateliers.

## Histoire
De 1855 à 2018, l'immeuble historique Halle al'Chair, le long de la Sambre, a abrité le musée archéologique de Namur et les collections rassemblées par la Société archéologique de Namur (SAN). Ce bâtiment ne répondait toutefois plus aux besoins d'une présentation moderne des collections.
Depuis le 3 septembre 2024, le musée archéologique de Namur occupe le siège de l'ancienne École des Bateliers entièrement rénovée au sein du Pôle muséal Les Bateliers qui inclut dans l'hôtel de Groesbeeck-de Croix contigu le musée des arts décoratifs de Namur.
L'artiste contemporain Jean Glibert a habillé l'ancienne École des Bateliers d'un vitrage en damier contemporain. Il a pour ce faire utilisé un verre réfléchissant et un verre clair neutre, ainsi que sur les ébrasements des baies de maçonnerie intérieure de couleur orange fluorescent. 

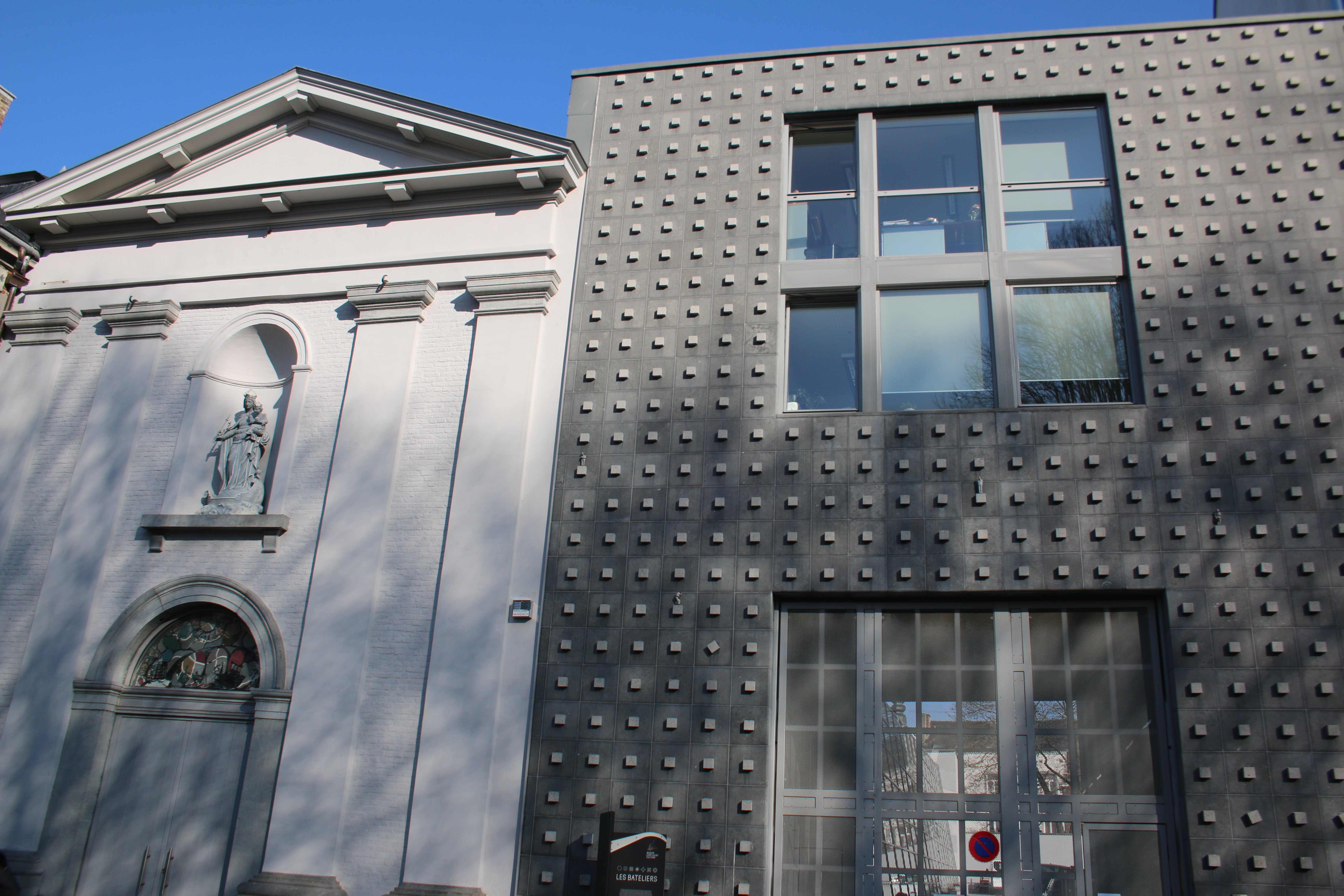
Entrée du musée archéologique de Namur.

Les salles d’exposition sont réparties sur deux étages avec une nouvelle scénographie.

## Collections
Les collections émanent en grande partie de fouilles dans le sous-sol de la ville Namur, dans la région namuroise et ses abords par la Société archéologique de Namur. Les objets sont issus des périodes historiques du Paléolithique, de l'Antiquité (provenant de nécropoles notamment à Fontenelle, Flavion et Berzée, Furfooz, Samson, Spontin et Éprave et des villas d’Anthée et de Braives) et du Haut Moyen Âge (Mérovingiens et Carolingiens) découverts dans la nécropole d’Omal.
Les collections communales issues de fouilles à Namur et les dons s'y ajoutent, en particulier les éléments du bâti namurois, les enseignes du XVIIIe siècle et des éléments des remparts de la Ville. Le musée abrite également l’ancienne collection de minéralogie de la Ville de Namur.
Le musée a, par ailleurs, pour vocation de rassembler les pièces originaires d’un même site archéologique mais qui, au fil des découvertes, se sont retrouvées dispersées dans différentes institutions publiques ou scientifiques.

## Expositions et activités
Des expositions temporaires et diverses activités de médiation culturelle sont organisées par le musée.